# 카멜로 앤서니
카멜로 키엄 앤서니(영어: Carmelo Kyam Anthony, 1984년 5월 29일 ~ )는 미국의 농구 선수로 포지션은 스몰 포워드이다. 전 미국 프로 농구 리그인 전미 농구 협회(NBA) 리그의 로스앤젤레스 레이커스 소속으로 뛰었다.

## NBA 선수 시절

### 루키시즌 (신인 시즌)
앤서니는 2003년 드래프트에서 전체 3순위로 덴버 너기츠에 지명되었고, 앤서니의 NBA 경력은 2003년 6월26일에 시작되었다. 당시 1순위는 클리블랜드 캐벌리어스가 르브론 제임스를, 2순위는 디트로이트 피스톤즈가 다르코 밀리치치, 4순위 토론토 랩터스가 크리스 보시, 5순위 마이애미 히트가 드웨인 웨이드를 지명했다. 2003년 10월 29일에 샌안토니오 스퍼스를 상대로 80-72의 승리를 덴버에 안겨주며 NBA 정규 시즌 데뷔전을 치렀다. 데뷔전에서 앤서니는 12득점 7리바운드 3어시스트를 기록했다. 앤서니는 단 6경기만에 로스앤젤레스 클리퍼스를 상대로 30득점을 기록하며, 19살 151일의 나이의 코비 브라이언트의 뒤를 이어 NBA 역사상 30점 이상 기록한 두번째로 어린 선수가 되었다. 그 기록은 아메리칸 농구 협회(ABA)와 NBA가 합병된 이후, 너기츠 역사상 신인으로서 최소 경기만에 30점이상을 득점한 기록이기도 하다. 앤서니는 2004년 2월 9일 멤피스 그리즐리스를 상대로 20득점을 하며, NBA 역사상 1000득점에 도달한 3번째 어린 선수로 기록된다. 그날 경기에서 앤서니는 20득점을 기록하고 팀은 86-83으로 승리하게 된다.
2004년 2월13일 앤서니는 올스타 주말의 갓밀크 루키 챌린지에 참가하게 된다. 2004년 3월 30일 시애틀 슈퍼소닉스를 상대로 41득점을 하며 덴버 너기츠 역사상 한경기 최소 40득점을 기록한 최초의 신인 선수로 기록되었다. 4월에 앤서니는 서부 콘퍼런스 이달의 신인에 선정되며, NBA 역사상 6달 모두 이달의 신인이되는 4번째 선수로 기록되었다. 6달 모두 이달의 신인으로 기록된 선수는 데이비드 로빈슨과 팀 덩컨, 드래프트 동기인 르브론 제임스이다. 앤서니는 신인으로서 이주의 선수에도 두번 선정되며(2004년 3월10일-3월14일 / 2004년 4월6일-4월10일) 만장일치로 NBA 루키 퍼스트 팀에 선정되었다. 앤서니는 신인중에서 가장 높은 정규시즌 평균 21득점을 기록하며 신인왕 경합에서 2번째로 많은 투표를 얻는다. 캐벌리어스의 르브론 제임스가 빼어난 실력으로 신인왕에 선정된다.
앤서니는 하위팀 덴버 너기츠를 파이널 도전팀으로 바꾸는 일등 공신이었다. 한 시즌 전만해도 17승 65패로 클리블랜드와 공동 꼴찌였다. 앤서니가 합류한 2003-04시즌에는 43승 39패를 기록하며 플레이오프 8번 시드로 배정 받는다. 앤서니는 1989-90시즌 데이비드 로빈슨 이후 플레이오프 진출팀의 득점을 이끈 최초의 신인이다. 플레이오프 1라운드에서 덴버 너기츠는 1번시드의 미네소타 팀버울브스를 만나 5경기만에 탈락하게 된다. 앤서니는 첫 플레이오프 경기에서 19득점, 6리바운드, 3어시스트를 기록하며 팀은 미네소타에게 106대92로 패하게 되었다.